# Robert de Haan
Robert De Haan (Eerbeek, Países Bajos, 22 de junio de 2006), es un piloto de automovilismo neerlandés. En 2022 corrió en el Campeonato de España de F4 y en el Campeonato de EAU de Fórmula 4.

## Resumen de carrera
| Temporada | Categoría                                                       | Equipo                | Carreras     | Victorias    | Poles        | VR           | Podios       | Puntos       | Pos.         |
| --------- | --------------------------------------------------------------- | --------------------- | ------------ | ------------ | ------------ | ------------ | ------------ | ------------ | ------------ |
| 2021      | ADAC Fórmula 4                                                  | Van Amersfoort Racing | 3            | 0            | 0            | 0            | 0            | 24           | 14.º         |
| 2021      | Campeonato de Ginetta Junior                                    | Richardson Racing     | 25           | 3            | 0            | 4            | 9            | 507          | 4.º          |
| 2022      | Campeonato de España de F4                                      | Monlau Motorsport     | 21           | 0            | 0            | 0            | 1            | 61           | 10.º         |
| 2022      | Campeonato de EAU de Fórmula 4                                  | Pinnacle Motorsport   | 12           | 0            | 0            | 0            | 0            | 0            | 30.º         |
| 2023      | Porsche Sprint Challenge Southern Europe - Sport Division - Pro | Richardson Racing     | 6            | 4            | 5            | 4            | 5            | 130          | 1.º          |
| 2023      | Copa Porsche Carrera Benelux                                    | Richardson Racing     | 12           | 6            | 4            | 4            | 11           | 256          | 1.º          |
| 2023      | Porsche Supercup                                                | Richardson Racing     | 1            | 0            | 0            | 0            | 1            | 0            | NC           |
| 2023      | Copa Porsche Carrera Gran Bretaña - Pro                         | Richardson Racing     | 12           | 3            | 3            | 3            | 5            | 38           | 7.º          |
| 2023      | Copa Porsche Carrera Alemania                                   | HRT Performance       | 2            | 0            | 0            | 0            | 1            | 29           | 18.º         |
| 2023-24   | Copa Porsche Carrera Medio Oriente                              | Central Europe Racing | Disputándose | Disputándose | Disputándose | Disputándose | Disputándose | Disputándose | Disputándose |
| Fuente:   |                                                                 |                       |              |              |              |              |              |              |              |

## Resultados

### ADAC Fórmula 4
(Clave) (negrita indica pole position) (cursiva indica vuelta rápida)

| Año  | Equipo                | 1   | 1   | 1   | 2   | 2   | 2   | 3    | 3    | 3    | 4   | 4   | 4   | 5    | 5    | 5    | 6   | 6   | 6   | Pos. | Puntos |
| ---- | --------------------- | --- | --- | --- | --- | --- | --- | ---- | ---- | ---- | --- | --- | --- | ---- | ---- | ---- | --- | --- | --- | ---- | ------ |
| 2021 | Van Amersfoort Racing | SPI | SPI | SPI | ZAN | ZAN | ZAN | HOC1 | HOC1 | HOC1 | SAC | SAC | SAC | HOC2 | HOC2 | HOC2 | NÜR | NÜR | NÜR | 14.º | 24     |
| 2021 | Van Amersfoort Racing |     |     |     |     |     |     |      |      |      |     |     |     |      |      |      | 8   | 5   | 5   | 14.º | 24     |

### Campeonato de España de F4
(Clave) (negrita indica pole position) (cursiva indica vuelta rápida)

| Año  | Equipo            | 1   | 1   | 1   | 2   | 2   | 2   | 3   | 3   | 3   | 4   | 4   | 4   | 5   | 5   | 5   | 6   | 6   | 6   | 7   | 7   | 7   | Pos  | Puntos |
| ---- | ----------------- | --- | --- | --- | --- | --- | --- | --- | --- | --- | --- | --- | --- | --- | --- | --- | --- | --- | --- | --- | --- | --- | ---- | ------ |
| 2022 | Monlau Motorsport | ALG | ALG | ALG | JER | JER | JER | VAL | VAL | VAL | SPA | SPA | SPA | ARA | ARA | ARA | NAV | NAV | NAV | BAR | BAR | BAR | 10.º | 61     |
| 2022 | Monlau Motorsport | 11  | 6   | Ret | 7   | 10  | 10  | 9   | 10  | 14  | 6   | 6   | 3   | 4   | Ret | 8   | 9   | 11  | Ret | 12  | 9   | 29  | 10.º | 61     |